# Мезон Карре
43°50′17″ пн. ш. 4°21′22″ сх. д. / 43.838194° пн. ш. 4.356111° сх. д.
Мезон Карре (фр. Maison Carrée; букв. «Квадратний будинок») - найкраще збережений давньоримський храм на території Франції.  Розташований в центрі Німа (Окситанія).  Згідно надпису: "Гаю Цезарю, сину Августа, консулу; Люцію Цезарю, сину Августа консулу, призначений князям молодості", що існував раніше над входом був присвячений нащадками імператора Августа.
Протягом 19 століття, зусиллями Віктора Грангента, храм повільно почав відновлювати первісну пишність.

## Архітектура
Maison Carrée є класичним зразком вітрувійської архітектури, оскільки є майже точною копією римського псевдопериптеру в тосканському стилі, описаного в працях відомого архітектора Вітрувія. Піднятий на 2,85 м високий подіум, утворює прямокутник 26,42 м на 13,54 м, майже вдвічі довший за ширину, храм домінував над форумом римського міста Нім. Фасад містить глибокий портик або пронаос, який займає майже третину довжини будівлі та багато прикрашений колонами та капітелями. Цей глибокий ґанок підкреслює фронт храму та відрізняє планування від давньогрецьких храмів. Це конструкція з шістьма коринфськими колонами під фронтоном з обох кінців і двадцять колон вбудовані вздовж стін целли. Над колонами архітрав розділений на три рівні зі співвідношенням 1: 2: 3. Прикраса з яєць і дротиків розділяє архітрав від фризу. З трьох боків фриз прикрашений тонкою декоративною рельєфною різьбою з розеток та листя аканта під низкою дуже тонких зубчиків. Однак доопрацювання декоративної різьби на будівлі не є настільки точним і математично досконалим, як оздоблення на Парфеноні чи інших грецьких храмах.
У IV ст.  храм було перетворено на церкву, що врятувало його від руйнування, проте з часом був полишений нею .  В кінці XVI століття герцогиня Юзес задумала перебудувати будівлю в родову усипальницю, а інший власник розмістив тут стайню [3].  У 1823 році будівлю оголошено національним музеєм, в ньому розміщена експозиція давньоримського мистецтва.

## Реставрації
Протягом століть будівля зазнала значної реставрації. До XIX століття він був частиною більшого комплексу сусідніх будівель. Вони були зруйновані, коли в Мезон Карре розміщувався сучасний Музей витончених мистецтв Німа (з 1821 по 1907 рр.),  Пронаос був відновлений на початку XIX століття, коли була передбачена нова стеля, виконана в римському стилі. Нинішні двері були зроблені в 1824 році.
Подальшу реставрацію було проведено в 1988–1992 рр., За цей час на ньому відновили дах, а площа навколо нього розчищена, відкриваючи обриси колишнього форуму. Серу Норману Фостеру на протилежному боці площі запропонували побудувати сучасну художню галерею та публічну бібліотеку, відому як Carré d'Art, яка замінила міський театр Німа, який згорів у 1952 році. Галерея  творить вражаючий контраст до Мезон Карре, але містить багато його деталей, таких як портик та колони зі сталі та скла. Таким чином, контраст сучасної будівлі дещо нівелюється фізичною схожістю між двома будівлями, що представляють архітектурні стилі за 2000 років.
За зразком Мезон Карре в XVIII в.  була  побудована величезна церква св.  Магдалини в Парижі, церква св. Марцеліна в Рогаліні, Польща, та в США Капітолій штату Вірджинія.  На іншій стороні площі в Німі розташована сучасна художня галерея [en] (архітектор - Норман Фостер).